# Pekka Vasala
Gunnar Mikael Vasala (Riihimäki, 17 april 1948) is een Fins voormalig atleet.

## Biografie
Vasala was gespecialiseerd in de 1500 meter.
Vasala kwam tijdens de Olympische Zomerspelen 1968 niet door de series. Tijdens de Europese kampioenschappen in 1968 de finale en eindigde beiden keren als negende. In 1972 liep Vasala in augustus een paar weken voor de Olympische Zomerspelen 1972 een Europees record op de 800 meter.
Tijdens de Olympische Zomerspelen 1972 kwam Vasala uit op de 1500 meter, niemand hield rekening met Vasala, in de finale versloeg Vasala de titelverdediger Kipchoge Keino met een halve seconde. Vasala nam in 1974 voor het laatst deel aan een internationaal toernooi.

## Palmares

### 1500 m
- 1968: series OS
- 1969: 9e - EK
- 1971: 9e - EK
- 1972:  OS - 3.36,33
- 1974: 6e - EK

## Persoonlijke records
| Onderdeel | Prestatie | Datum             | Plaats   |
| --------- | --------- | ----------------- | -------- |
| 800m      | 1.44,5    | 20 augustus 1972  | Helsinki |
| 1500m     | 3.36,33   | 10 september 1972 | München  |

1896: Teddy Flack ·
1900: Charles Bennett ·
1904: Jim Lightbody ·
1908: Mel Sheppard ·
1912: Arnold Jackson ·
1920: Albert Hill ·
1924: Paavo Nurmi ·
1928: Harri Larva ·
1932: Luigi Beccali ·
1936: Jack Lovelock ·
1948: Henry Eriksson ·
1952: Josy Barthel ·
1956: Ron Delany ·
1960: Herb Elliott ·
1964: Peter Snell ·
1968: Kipchoge Keino ·
1972: Pekka Vasala ·
1976: John Walker ·
1980: Sebastian Coe ·
1984: Sebastian Coe ·
1988: Peter Rono ·
1992: Fermín Cacho ·
1996: Noureddine Morceli ·
2000: Noah Ngeny ·
2004: Hicham El Guerrouj ·
2008: Asbel Kiprop ·
2012: Taoufik Makhloufi ·
2016: Matthew Centrowitz ·
2020: Jakob Ingebrigtsen ·
2024: Cole Hocker
- World Athletics: 14351370
- International Standard Name Identifier: 0000 0000 2539 6014
- Library of Congress Control Number: n86002511
- Virtual International Authority File: 60555330
- WorldCat: E39PBJvCQ9yJWq4g3vwtTDv8md